# Прыжковая проводимость
Прыжковая проводимость (прыжковый транспорт) — это способ переноса заряда в неупорядоченных твердотельных полупроводниках, происходящий за счёт перемещения носителей заряда между локализованными состояниями (энергетическими уровнями), которые пространственно разделены. Данный механизм становится заметным при достаточно низких температурах, когда тепловой выброс электронов в состояния с делокализацией становится невозможным. Электроны получают необходимую для прыжка энергию от фононов, и эта энергия обычно соответствует значению {\displaystyle kT}, где {\displaystyle k} — постоянная Больцмана. При умеренно низких температурах основной вклад в проводимость вносят прыжки между близко расположенными энергетическими уровнями. В этом случае удельное электрическое сопротивление зависит от температуры по экспоненциальному закону {\displaystyle \rho \approx \exp(aT^{-\alpha })}, где {\displaystyle \alpha =1}. С понижением температуры увеличивается средняя длина прыжка, поскольку вероятность нахождения ближайшего подходящего энергетического уровня снижается. В условиях крайне низких температур формула для удельное электрическое сопротивление изменяется, показатель степени {\displaystyle \alpha } становится меньше единицы, часто равен 1/4, что соответствует закону Мотта.
В полупроводниках, легированных примесями, прыжковая проводимость проявляется через возможность электронных переходов между локализованными состояниями на различных донорных атомах. Такая проводимость становится возможной только при наличии свободных состояний на примесных атомах, что особенно важно в компенсированных полупроводниках. Энергетический уровень донорных атомов близок к дну зоны проводимости, и наблюдение прыжковой проводимости возможно только при очень низких температурах, ниже 10К.
В аморфных и стеклообразных полупроводниках прыжковая проводимость является доминирующим механизмом вплоть до температур, близких к комнатной, при условии, что уровень Ферми достаточно удалён от порога подвижности. Полупроводники с прыжковой проводимостью характеризуются высоким магнитосопротивлением, нелинейной зависимостью тока от приложенного напряжения в сильных полях, и специфической зависимостью проводимости от частоты приложенного поля. Особенности таких полупроводников учитываются при создании традиционных полупроводниковых устройств, например, солнечных батарей на основе гидрированного кремния, где низкая подвижность носителей компенсируется наличием сильного внутреннего электрического поля, способствующего увеличению скорости их дрейфа.